# Chut
I Chut (in vietnamita: Người Chứt) sono un piccolo gruppo etnico che vive a Minh Hoa e a Tuyen Hoa, nella provincia di Quang Binh, in Vietnam.
Ci sono alcuni sottogruppi all'interno del gruppo dei Chut che includono i Ruc, i May, gli Arem e i Sach.
Tutti questi gruppi parlano la lingua Chut con i rispettivi dialetti, tranne gli Arem che parlano la lingua Arem. Entrambe le lingue sono incluse nella lingua Vietic, facente parte del ceppo delle lingue austroasiatiche.